# Gustavo Delgado Parra
Gustavo Delgado Parra (1962) es un organista, clavecinista, compositor, musicólogo y organólogo mexicano.

## Biografía
Realizó sus estudios de órgano en el Conservatorio Nacional de Música de México. Continuó con sus estudios en el Conservatorio de Ámsterdam y en la Hogeschool voor de Kunsten de Utrecht bajo la guía de Gustav Leonhardt, Ton Koopman, Jacques van Oortmerssen, Siebe Henstra y en composición con Daan Manneke.
Es organista honorario de la Catedral Metropolitana de la Ciudad de México.
Fundador y presidente de la Academia Mexicana de Música Antigua para Órgano (AMMAO).
Fundador y director artístico del Festival Internacional del Órgano Barroco.
Creador de un ¨centro del órgano¨ en el Templo de San Agustín en la Colonia Polanco (Ciudad de México), siendo este mismo la sede principal de la AMMAO.
Se ha presentado con diversas orquestas como la Orquesta Filarmónica de la Ciudad de México así como en diversos festivales como el Festival Internacional de Órgano de la Ciudad de México (festival fundado y dirigido por Víctor Contreras), el Festival Internacional de Órgano de Morelia ¨Alfonso Vega Nuñez¨, entre otros.
También se ha presentado como concertista en diversas partes del mundo.
Ha realizado estrenos de obras para órgano de compositores contemporáneos, en especial obras que han sido dedicadas a él, como “Mater dolorosa” de Mario Lavista por mencionar alguna de la cual realizó la primera grabación mundial. 
Ha hecho numerosas grabaciones tanto para radio, televisión y discos compactos.
Es profesor de licenciatura, maestría y doctorado en órgano en la Facultad de Música de la UNAM y de la licenciatura en órgano en la Escuela Superior de Música del INBA.

## Premios y distinciones
Obtuvo el Premio de la Sociedad Defensora del Patrimonio Artístico de México por impulsar y asesorar la restauración y conservación de varios órganos históricos de México.
Fue acreedor al premio “Albert Schweitzer” de Holanda y ganador del Concurso “Roco Rodio” de Italia.
También fue galardonado con la distinción de “Rutas Escénicas” de CONACULTA y la Comunidad Europea, para representar a México en una gira de conciertos.
En 2013 fue galardonado con el Premio Universidad Nacional (UNAM).

## Discografía
- Órganos Históricos de Francia y Polonia.
- Obras para órgano de José de Torres y Martínez Bravo, Conaculta/AMMAO.
- Autour du livre d'orgue de Mexico, K 617.
- Órganos Monumentales de la Catedral de México. Producciones Orco.

## Publicaciones
- Los órganos históricos de la Catedral de México, UNAM/AMMAO.
- Obras para órgano de José de Torres. Editorial Alpuerto, 2010
- Un libro didáctico del siglo XVIII para la enseñanza de la composición. Universidad Politècnica de València/Consejo Superior de Investigaciones Científicas., 2010